# Торфяной (Казань)
Торфяной (посёлок на торфяном болоте, тат. Торфяной, Тәрфәнәй, МФА: [tərfʲɪˈnoj], [tærfæˈnæj]) — посёлок в Советском районе Казани.

## География
Посёлок расположен на западе Советского района. Западнее находится река Казанка, восточнее — перегон «Дербышки–Компрессорный» Казанского отделения ГЖД, севернее ― северный внутригородской железнодорожный ход и посёлок железнодорожной станции Дербышки, южнее ― санаторий «Ливадия».

## История
Посёлок возник в середине 1950-х годов в результате самовольной застройки, преимущественно жителями, дома которых попали в зону затопления Куйбышевского водохранилища. В 1956 году  включён в городскую черту вместе с другими самовольно возникшими посёлками. В 1957 году из-за разлива Казанки часть жителей была переселена в посёлок Карьер.
В советское время небольшая часть домов посёлка имела ведомственную принадлежность (Казанское отделение ГЖД).
В 1996-2014 годах в доме № 41 по Торфяной улице существовала мусульманская община (секта) «файзрахманистов», основанная бывшим имамом Ленинградской мечети Файзрахманом Саттаровым. Община вела изолированный образ жизни, а территория домовладения была объявлена исламским государством. В 2013 году община была признана экстремистской, в 2014 году выселена из своего дома, а позже её руководители были приговорены к различным срокам заключения.
С момента возникновения административно относился к Высокогорскому району; после включения в состав Казани вошёл в состав Молотовского района, позже переименованного в Советский.

## Улицы
- Возвышенная (тат. Күтәренке урам, Kütärenke uram). Начинаясь от Торфяной улицы, разветвляется на две части, одна из которых идёт в сторону Казанки, а другая — параллельно Торфяной улице. Почтовый индекс — 420053.
- Торфяная (тат. Тәрфәнәй урамы, Tärfänäy uramı). Начинаясь недалеко от санатория «Ливадия», идёт вдоль железнодорожной линии, имея несколько ответвлений. Почтовый индекс — 420053.
- Центрально-Торфяная (тат. Үзәк Тәрфәнәй урамы, Üzäk Tärfänäy uramı). Соединяет две «ветки» Торфяной улицы. Почтовый индекс — 420053.

## Транспорт
На территории посёлка располагаются две остановки общественного транспорта — «Торфяная» и «Возвышенная».
Городской общественный транспорт начал ходить в посёлок в 1989 году, когда по маршруту «ветеринарный институт» — «станция Дербышки» начал ходить автобус № 75. После ввода новой схемы движения общественного транспорта в 2007 году он стал автобусом № 39, который к 2013 году был переведён в разряд «сезонных». В километре от южной окраины посёлка находится железнодорожная платформа «Компрессорный»; около неё же расположена ближайшая остановка трамваев и троллейбусов.